# Aldo Burrows
Aldo Burrows is een personage uit de Amerikaanse serie Prison Break, gespeeld door Anthony Denison.

## Biografie
Aldo Burrows is de vader van Lincoln Burrows (Dominic Purcell) en Michael Scofield (Wentworth Miller). Aldo verliet het gezin echter al voor Michaels geboorte, waardoor Michael een andere achternaam heeft dan zijn broer, namelijk die van zijn moeder Christina Rose. Ook is hij de grootvader van L.J. Burrows. Een groot deel van zijn leven werkte hij voor "The Company". Aldo Burrows sterft in de armen van zijn zoon Michael Scofield in "Disconnect".